# Rompigetto

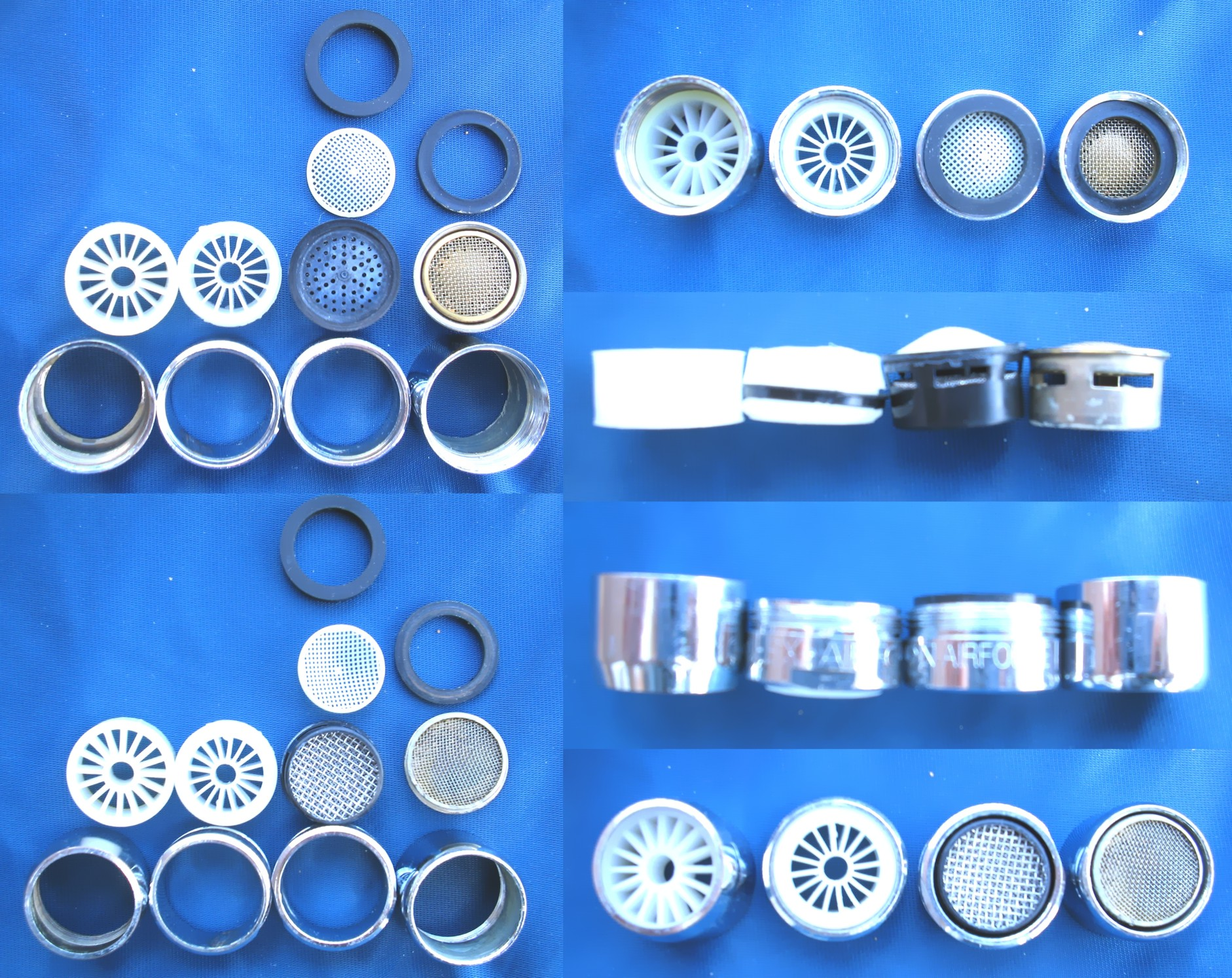
rompigetti di diverso tipo

Un rompigetto (più specificatamente rompigetto aeratore) è un dispositivo meccanico da applicare alla bocca di erogazione di un rubinetto per regolare il getto d'acqua e con finalità di risparmio idrico.

## Descrizione
Nella sua forma più semplice si limita ad incanalare il liquido attraverso una serie di lamelle disposte a raggiera.
Il flusso fuoriesce dalla bocca di erogazione in modo più ordinato ed il liquido assume la forma di una colonna di forma cilindrica.
Nella versione più complessa è costituito da una serie di reti sovrapposte e da canalizzazioni tali per cui, durante il passaggio del liquido nella parte centrale del dispositivo si richiama aria che si miscela all'acqua, per cui il getto appare soffice e regolare.

## Utilizzo
Oltre a rendere uniforme il getto dell'acqua, il loro utilizzo permette di ridurre volume d'acqua consumato, in quanto la miscelazione con l'aria aumenta il volume del fluido in uscita. La portata viene ridotta per un valore che può oscillare, a seconda dei modelli, tra il 30% ed il 60% rispetto ad un'erogazione senza il controllo a valle del rubinetto.